# Mojodadi (Kemlagi)
Mojodadi is een bestuurslaag in het regentschap Mojokerto van de provincie Oost-Java, Indonesië. Mojodadi telt 2077 inwoners (volkstelling 2010).